# Stepenitz
La Stepenitz est une rivière du Brandebourg de 84km de long, affluent de l'Elbe. Elle prend sa source à 5km au sud-est de Meyenburg et se jette avec la Karthane dans l'Elbe à Wittenberge dans la Prignitz.

## Géographie
La Stepenitz traverse les localités de Meyenburg, Marienfließ, Putlitz, Wolfshagen, Perleberg et Wittenberge.

## Tourisme
Le Gänsetour (littéralement Tour des Oies) est un circuit touristique de pistes cyclables le long de la Stepenitz. Il a été nommé en l'honneur de la famille Gans von Putlitz qui, jusqu'en 1945, détenait les immenses domaines des environs. Gans signifie oie en allemand.